# Renée Estevez
Renée Pilar Estevez (New York, 2 aprile 1967) è un'attrice statunitense.

## Vita privata
Nata a New York, è figlia di Janet Templeton e di Martin Sheen (Ramón Estévez), quest'ultimo di origini spagnole e irlandesi. Anche i suoi tre fratelli sono attori: Emilio Estevez, Ramon Estevez e Charlie Sheen.
Dal 1997 al 2011 è stata sposata con Jason Thomas Federico.

## Filmografia parziale

### Cinema
- Per gioco e... per amore (For Keeps), regia di John G. Avildsen (1988)
- Sleepaway Camp II: Unhappy Campers, regia di Michael A. Simpson (1988)
- Schegge di follia (Heathers), regia di Michael Lehmann (1988)
- Terrore senza volto (Intruder), regia di Scott Spiegel (1989)
- Inserzione pericolosa (Single White Female), regia di Barbet Schroeder (1992)
- Conflitti di famiglia (The War at Home), regia di Emilio Estevez (1996)
- Shadow Program - Programma segreto (Shadow Conspiracy), regia di George P. Cosmatos (1997)
- Uragano (Storm), regia di Harris Done (1999)
- Il cammino per Santiago (The Way), regia di Emilio Estevez (2010)

### Televisione
- Genitori in blue jeans (Growing Pains) – serie TV, un episodio (1987)
- MacGyver – serie TV, un episodio (1987)
- Frammenti di un incubo (Dead Silence) – film TV (1991)
- Nel nome di mio figlio (Guilty Until Proven Innocent) – film TV (1991)
- Chi tocca muore (Touch and Die) – film TV (1992)
- Giustizia per mio figlio (A Matter of Justice) – film TV (1993)
- La famiglia Addams si riunisce (Addams Family Reunion) – film TV (1998)
- JAG - Avvocati in divisa (JAG) – serie TV, 2 episodi (2000-2001)
- West Wing - Tutti gli uomini del Presidente (The West Wing) – serie TV, 44 episodi (1999-2006)